# Sara Cortellazzo
Sara Cortellazzo (Padova, 1956) è una critica cinematografica italiana.

## Biografia
Iscritta al Sindacato Nazionale Critici Cinematografici, è autrice di monografie e saggi cinematografici e ha curato numerose pubblicazioni.
Nel 2013 è al centro di un'indagine da parte della Procura di Torino per la presunta sottrazione di fondi all'associazione Aiace Torino, della quale è stata per vent'anni segretario generale.

## Opere
- Hitchcock e hitchcockiani (con Daniela Giuffrida e Dario Tomasi), Aiace 1983.
- Il cinema di Gianini e Luzzati, Comune di Genova 1984.
- Agatha Christie e il cinema (con Dario Tomasi), Aiace 1985.
- Agnès Varda (con Michele Marangi), EDT 1990.
- Professione reporter. L'immagine del giornalismo nel cinema (con Alberto Barbera e Paolo Bertetto), Lindau 1995.
- Letteratura e cinema (con Dario Tomasi), Laterza (Alfabeto Letterario) 1998.
- Musei di celluloide (con Vincenzo Simone), Celid 2007.
- I diritti di tutti. Cinema e società civile (12 voll., con Massimo Quaglia) Consiglio Regionale del Piemonte - Celid 2000-2012.